# Flora Telluriana
Flora Telluriana, (abreviado como Fl. Tellur.), é um livro com ilustrações e descrições botânicas que foi escrito pelo polímata, naturalista, meteorologista e arqueólogo dos Estados Unidos de origem franco-germano-italiana Constantine Samuel Rafinesque. Foi publicado em Filadélfia em quatro volumes entre os anos 1837-1838.